# Episodi di Rookie Blue (quinta stagione)
La quinta stagione della serie televisiva Rookie Blue, composta da 11 episodi, è stata trasmessa in prima visione assoluta dal 19 maggio al 6 agosto 2014, in contemporanea in Canada e negli Stati Uniti, rispettivamente dai canali Global TV e ABC.
La stagione coinvolge due nuovi personaggi. Oliver Becker si è unito alla serie con il ruolo dell'ispettore John Jarvis, un politico imponente e minaccioso, mentre Matthew Owen Murray è una nuova matricola, Duncan "Selfie" Moore.
In Italia la stagione è stata resa disponibile on demand interamente sulla piattaforma TIMvision di Telecom Italia a partire dal 16 marzo 2015, mentre in chiaro è trasmessa da Rai 4 dal 16 febbraio 2016.
| nº | Titolo originale             | Titolo italiano                    | Prima TV originale | Pubblicazione Italia |
| -- | ---------------------------- | ---------------------------------- | ------------------ | -------------------- |
| 1  | Blink                        | In un istante                      | 19 maggio 2014     | 16 marzo 2015        |
| 2  | All By Her Selfie            | Tutto da sola                      | 26 maggio 2014     | 16 marzo 2015        |
| 3  | Heart Breakers, Money Makers | Cuori spezzati e macchine da soldi | 2 giugno 2014      | 16 marzo 2015        |
| 4  | Wanting                      | Carenze                            | 9 giugno 2014      | 16 marzo 2015        |
| 5  | Going Under                  | Sotto copertura                    | 16 giugno 2014     | 16 marzo 2015        |
| 6  | Two Truths and a Lie         | Due verità e una bugia             | 23 giugno 2014     | 16 marzo 2015        |
| 7  | Deal With the Devil          | Patto con il diavolo               | 9 luglio 2014      | 16 marzo 2015        |
| 8  | Exit Strategy                | Strategia d'uscita                 | 16 luglio 2014     | 16 marzo 2015        |
| 9  | Moving Day                   | Giorno di trasloco                 | 23 luglio 2014     | 16 marzo 2015        |
| 10 | Fragments                    | Frammenti                          | 30 luglio 2014     | 16 marzo 2015        |
| 11 | Everlasting                  | Per sempre                         | 6 agosto 2014      | 16 marzo 2015        |

## In un istante
- Titolo originale: Blink
- Diretto da: David Wellington
- Scritto da: Tassie Cameron

### Trama
Andy e Dov mentre cercano di prendersi una pausa dalla situazione in ospedale vengono coinvolti in una rapina in una tavola calda. Traci ha problemi con Dex che va al distretto per riprendere suo figlio. La rapina finisce male e uno dei rapinatori muore. Nick va a prelevare la sorella di Sam, l'unica che può salvarlo. Andy dice a Nick di amare ancora Sam, che finalmente si risveglia e le dice che non vuole più essere triste. Gail si taglia i capelli per cercare di tornare alla normalità e si baciano appassionatamente con Holly. Chloe dopo un arresto cardiaco dice a Dov che vuole stare con lui.

## Tutto da sola
- Titolo originale: All By Her Selfie
- Diretto da: David Wellington
- Scritto da: Sherry White

### Trama
Oliver sarà il nuovo sergente, così Andy sotto consiglio di Sam chiede di essere lei ad addestrare la nuova recluta, che combina un guaio dietro l'altro e si scopre che il patrigno è il commissario. Andy dopo aver parlato con la sorella di Sam, gli chiede un po' di tempo.

## Cuori spezzati e macchine da soldi
- Titolo originario: Heart Breakers, Money Makers
- Diretto da: Gregory Smith
- Scritto da: Noelle Carbone

### Trama
Gail ad un appuntamento con le amiche di Holly sente la ragazza dire che si sta solo divertendo con lei e se ne va. Nick allena Duncan per il torneo di box tra i vari distretti, ma alla fine è lui a competere al posto del ragazzo, perdendo la gara ma anche il cuore di Andy.

## Carenze
- Titolo originario:"Wanting
- Diretto da: Peter Wellington
- Scritto da: Russ Cochrane

### Trama
Chloe ha paura che Dov non voglia più stare con lei perché non la tocca più e fa indagare a Nick. Andy chiede consigli su come comportarsi con la recluta ad Oliver, ma non riesce a gestirlo. Diaz compra della droga. Sam accompagna Andy a casa perché è ancora sconvolta (Duncan non le ha dato copertura e ha rischiato la vita) e infine si baciano.

## Sotto copertura
- Titolo originale: Going Under
- Diretto da: T.W. Peacocke
- Scritto da: John Krizanc

### Trama
Diaz mentre è sotto copertura viene minacciato dal suo spacciatore, quindi deve arrestarlo e poi falsifica la droga per farlo uscire e non essere scoperto. Andy è obbligata a stare lontano da Duncan perché ha denunciato sia lei che il distretto e lavora ad un caso di sparizione con Sam, che si rivela essere di omicidio. Gail è sbadata perché pensa alla bambina rimasta orfana dal precedente caso.

## Due verità e una bugia
- Titolo originale: Two Truths and a Lie
- Diretto da: Peter Wellington
- Scritto da: Adriana Maggs

### Trama
Sam è obbligato ad andare a parlare con suo padre in prigione per via di un caso e racconta ad Andy che suo padre è in prigione per colpa sua. Lei lo rassicura che lui non gli assomiglia e dicono di amarsi. Dex rinuncia a chiedere la custodia di Leo. Chloe è stanca di lavorare in ufficio e litiga con Dov, ma poi chiariscono.

## Patto con il diavolo
- Titolo originale: Deal With the Devil
- Diretto da: David Wellington
- Scritto da: Noelle Carbone

### Trama
L'udienza di Andy viene anticipata ed Oliver cerca di aiutarla, ma durante l'udienza la situazione si complica. Così Oliver decide di accettare di restare sergente in cambio del salvataggio di Andy, ma deve anche accettare il rientro di Duncan. Dov cerca di contattare Diaz e quando prende il suo furgone per riportarglielo trova la droga. Gail è obbligata ad andare da Holly per rilevare delle impronte e le chiede di uscire, ma lei rifiuta dicendo di avere un'altra.

## Strategia d'uscita
- Titolo originale: Exit Strategy
- Diretto da: Jeff Woolnough
- Scritto da: Matt MacLennan

### Trama
Andy è arrabbiata con Oliver per aver ripreso Duncan, ma Gail le fa capire che c'è sicuramente un motivo dietro tale scelta. Traci per non far arrestare Dex lo avvisa che ci sarà un blitz chiedendo di non dirlo a nessuno, ma Dex avverte tutti e il blitz fallisce. Dov scopre che Chris continua a drogarsi mentendogli e decide di dire la verità, ma Chris dice che lo dirà lui.

## Giorno di trasloco
- Titolo originale: Moving Day
- Diretto da: Teresa Hannigan
- Scritto da: Katrina Saville

### Trama
Chloe si vede con Wes per firmare le carte del divorzio e lui la bacia. Nick si occupa di due fratelli abbandonati dalla madre e per non farli separare come volevano loro li manda al riformatorio dov'è cresciuto. La squadra nel frattempo si occupa di uno sgombero di case popolari e sgomina un traffico di stranieri schiavizzati.

## Frammenti
- Titolo originale: Fragments
- Diretto da: John Fawcett
- Scritto da: Russ Cochrane

### Trama
Sam dà le chiavi di casa ad Andy, ma lei non le accetta per paura di rovinare tutto. Holly si presenta da Gail e la bacia dicendo che si è lasciata perché pensava a lei, ma lei la allontana perché vuole adottare una bambina. Duncan torna al distretto e cerca di rapportarsi ad Andy senza successo, ma quando resta bloccato per una bomba chiede scusa ad Andy dicendo di aver sbagliato e lei lo perdona. Chloe è costretta a dire a Dov del bacio di Wes, che così non riesce a fidarsi di lei. Cruz ritorna e lavora per l'intelligence.

## Per sempre
- Titolo originale: Everlasting
- Diretto da: David Wellington
- Scritto da: Sherry White

### Trama
Diaz è tornato. Gail dice ad Holly che vuole adottare una bambina, ma lei dice che ha accettato un lavoro a San Francisco. Chloe cerca di rimettersi con Dov, che non riesce a fidarsi più però. Nick incontra e bacia una ragazza che sembra allontanarlo appena sa che è un poliziotto. Andy riesce a salvarsi dall'esplosione di una bomba. Marlo si scopre essere incinta. L'uomo al centro delle indagini applica bombe per uccidere figli di politici corrotti, come gli hanno ucciso il suo e chiuso il caso. Alla fine, l'uomo che era in custodia durante l'esplosione della bomba in centrale, e che ha coinvolto Andy, verrà trovato morto con i polsi tagliati, in sala interrogatori.